# Cryptopipo
Cryptopipo is een geslacht van zangvogels uit de familie manakins (Pipridae).

## Soorten
De volgende soorten zijn bij het geslacht ingedeeld:
- Cryptopipo holochlora  – Groene manakin
- Cryptopipo litae  – Chocómanakin